# تاريخ اليهود في فنلندا
يعود تاريخ اليهود في فنلندا إلى القرن الثامن عشر على الأقل. اليهود الفنلنديون هم يهود مواطنون في فنلندا. يعد البلد موطنًا لنحو 1800 يهودي، يعيش 1400 منهم منطقة هلسنكي الكبرى و200 منهم في توركو. يتحدث معظم اليهود في فنلندا الفنلندية أو السويدية كلغتهم الأم، ويتحدث العديد منهم اليديشية والألمانية والروسية والعبرية. جاء اليهود في الأصل إلى فنلندا كجنود روسيين وبقوا فيها في القرن التاسع عشر بعد انتهاء خدمتهم العسكرية (المعروفة باسم الكانتونية). يوجد تجمعات يهودية في هلسنكي وتوركو مع كنسهم الخاصة التي بنيت في عام 1906 وعام 1912. دمر كنيس ويبورغ الذي بني بين عامي 1910-1911 في قصف جوي خلال اليوم الأول من حرب الشتاء في 30 نوفمبر عام 1939. توجد معاداة السامية بنسبة قليلة في فنلندا.

## التاريخ المبكر: 1700-1917

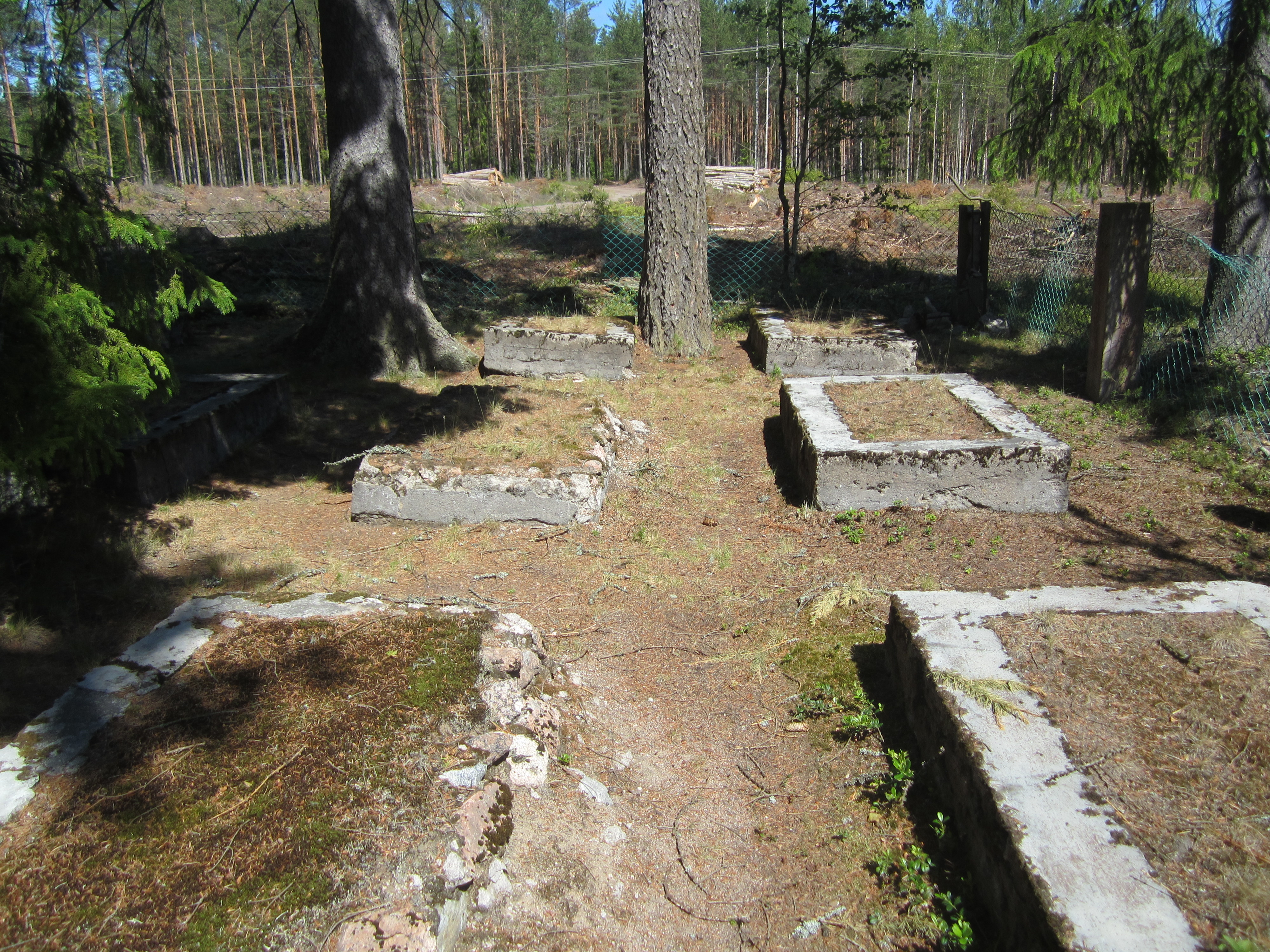
قبور للجنود اليهود ممن خدموا في الجيش الإمبراطوري الروسي بجانب المقبرة الأرذوكسية الشرقية بهامينا.

يعد جيكوب ويكام، فيكانن لاحقًا، أول يهودي قيل إنه استقر على أرض فنلندية في عام 1782، في بلدة هامينا، التي كانت في تلك المرحلة خاضعة للحكم الروسي. كان معظم فنلندا مضمنًا في مملكة السويد في ذلك الوقت. كان مسموحًا لليهود بالاستقرار في السويد داخل ثلاث بلدات- جميعها خارج الأرض التي تدعى اليوم فنلندا. أصبحت فنلندا في عام 1809 جزءًا من الإمبراطورية الروسية، بوصفها دوقية كبرى مستقلة، لكن القوانين السويدية بقيت سارية فيها، مما يعني أن اليهود كانوا ما يزالون غير قادرين على الاستقرار في أرض فنلندية وفقًا لقانون التشريع السويدي (Judereglementet).
أثبت اليهود الروس أنفسهم في فنلندا كتجار وحرفيين على الرغم من الصعوبات القانونية خلال فترة الحكم الذاتي الفنلندي (1809-1917). كان جميع هؤلاء اليهود تقريبًا هم جنود متقاعدين من الجيش الإمبراطوري الروسي، لأن اليهود كانوا ممنوعين مبدئيًا من السكن في فنلندا. كان مطلوبًا منهم، باعتبارهم كانتونيين مجبرين في طفولتهم على الالتحاق بالجيش الروسي، أن يخدموا مدة 25 عامًا على الأقل. بعد نهاية فترة خدمتهم، كان لديهم الحق بالبقاء في فنلندا بغض النظر عن الحظر الفنلندي على الاستيطان اليهودي، وهو حق تدافع عنه السلطات العسكرية الروسية بقوة. لم يمنح اليهوديون كامل حقوقهم كمواطنين فنلنديين حتى إعلان فنلندا لاستقلالها في عام 1917.
أسس الشباب اليهود في هلسنكي عام 1906 الاتحاد الرياضي IK Stjärnan (لاحقًا ماكابي هلسنكي) الذي عمل بدون تصاريح في أول 12 عامًا. بما أن الجمعية(الاتحاد) تأسست في عام 1906 فإن ذلك يجعلها أقدم نادي يهودي للرياضة في العالم بتاريخ مستمر دون انقطاع.

## وصلات خارجية
- المجتمع اليهودي في هلسنكي (بالفنلندية)
- سلالة حباد بفنلندا (بالفنلندية)
- الأقليات غير المسيحية في فنلندا (بالفنلندية)
- يهود فنلندا إبان الحرب العالمية الثانية (بالفنلندية)
- ‘حين يخدم اليهود في جيشنا فإننا لن نسمح بترحيلهم’ (بالإنجليزية)